# Chlorota tristis
Chlorota tristis är en skalbaggsart som beskrevs av Gilbert John Arrow 1900. Chlorota tristis ingår i släktet Chlorota och familjen Rutelidae. Inga underarter finns listade i Catalogue of Life.